# Badahšan (pokrajina)
Badahšan je jedna od 34 afganistanske pokrajine. Smještena je na sjeveroistoku zemlje, između rijeke Amu-Darje na sjeveru i planinskog lanca Hindukuš na jugu. Afganistan preko ove pokrajine graniči s Tadžikistanom, Pakistanom i Kinom. Granica s Kinom najkraća je afganistanska granica, duga samo 76 kilometara. Pokrajina zauzima površinu 44.059 km2, što je 6,8% posto površine Afganistana. Pretpostavlja se da u Badahšanu živi oko 890.000 stanovnika, većinom Tadžika. Glavni grad je Fayzabad, smješten na rijeci Kokchi. Procjenjuje se da u gradu živi 50.000 stanovnika.